# Jil Sander
Pour les articles homonymes, voir Sander.
Jil Sander, née Heidemarie Jiline Sander le 27 novembre 1943 à Wesselburen près de Hambourg, est une styliste allemande de la tendance de mode minimaliste, fondatrice de la maison Jil Sander AG (en) dont elle occupera successivement trois fois le poste de directrice artistique.

## Biographie
Jil Sander étudie en Allemagne puis un an à Los Angeles.
Diplômée de design en textiles, elle devient journaliste pour ensuite se mettre à créer des vêtements comme styliste indépendante. 
Elle ouvre sa première boutique vers 1968 près de Hambourg, vendant des vêtements Rykiel ou Mugler. Six à sept ans plus tard, elle crée la première collection à son nom qu'elle commercialise dans sa boutique et présente à Paris, lui apportant ainsi la reconnaissance peu à peu,. En 1979, elle lance des cosmétiques et parfums. Refusant que son travail soit abordé comme une démarche artistique ou politique, elle dessine des vêtements élégants, sobres, modernes, et pratiques, ce qui lui vaudra de faire partie du mouvement des « modernistes » et des « minimalistes » présents dans la mode des années 1980 à 1990,,. Elle utilise pour ses collections des textiles de choix, privilégiant avant tout la silhouette, loin d'une mode présente vers cette époque pleine de détails, imprimés ou motifs : « Au début, c'est l'absence de sens pratique de la mode qui m'a incitée à dessiner ma propre ligne. j'ai pensé qu'il était plus intéressant de couper des vêtements pour un corps en trois dimensions que de le recouvrir d'idées décoratives ».
À la fin des années 1980, son entreprise est cotée à la bourse de Francfort. Elle ouvre une boutique à Paris en 1993, qui sera suivie d'une à Milan et une à Chicago. Sa première collection pour homme est présentée en Italie en 1997. 

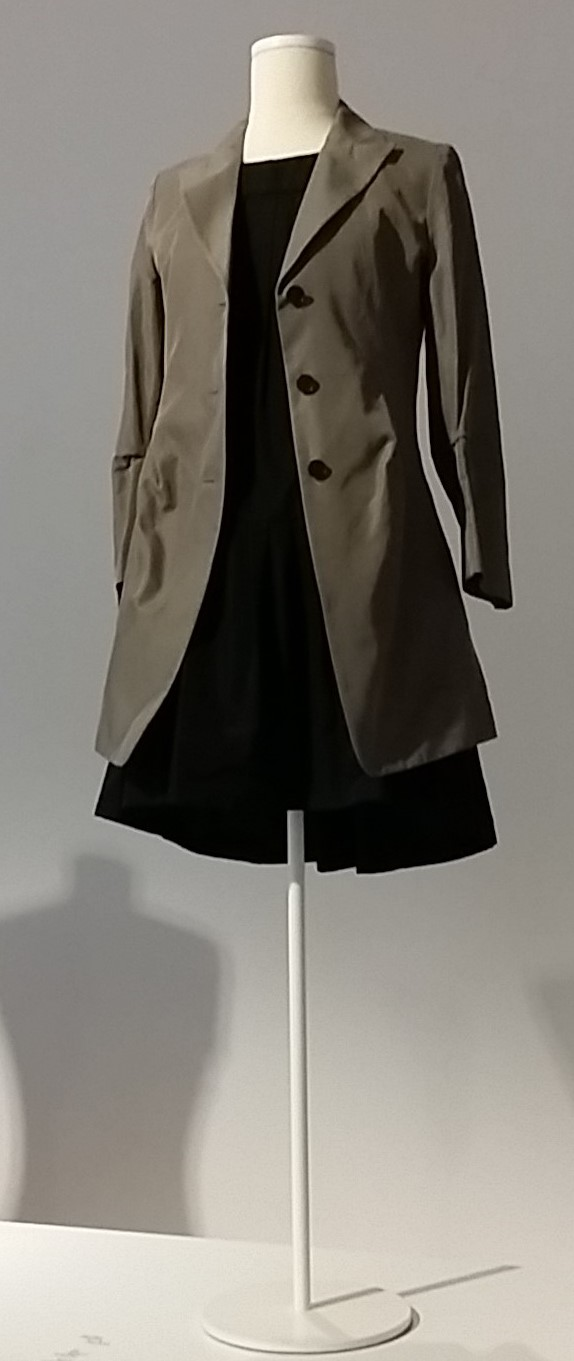
Jil Sander pour Uniqlo, collection printemps-été 2011.

Ces années là, l'entreprise réalise environ 100 millions de dollars de chiffre d'affaires, modique somme face aux grands groupes qui grossissent à coup d'acquisitions à cette période. La concentration de la mode bat son plein depuis un moment déjà et à l'aube de l'an 2000, le groupe italien Prada acquiert de la majorité des parts de sa société dans le but initial d'injecter des fonds pour son développement. Alors qu'elle était à la fois présidente et styliste en chef, ses relations avec Patrizio Bertelli (it) sont désastreuses, celui-ci intervenant dans toute la chaine de décisions. Après plusieurs litiges, la situation est dégradée. Là où Jil Sander créée des vêtements minimalistes et élitistes, le modèle économique de Prada fait d'un minimalisme à large diffusion ne semble pas en adéquation avec la créatrice allemande : Prada impose une baisse des techniques de confection ou de qualité des textiles. Après cinq mois, « elle claque la porte avec fracas » et finit par perdre l'usage de son nom. 
Elle revient vers sa marque en 2003 pour la quitter rapidement. Elle est remplacée par Raf Simons en juillet 2015 qui conserve son style et le modernise. La créatrice soutient publiquement Raf Simons pour son rôle de directeur artistique.
En 2006, Prada revend Jil Sander AG à un groupe britannique qui le revend lui-même à un groupe japonais deux ans plus tard. 
En 2009, la styliste Jil Sander s'oriente vers une carrière de consultante. Elle collabore environ trois ans avec le groupe UNIQLO. Lorsque Raf Simons part chez Dior, les propriétaires japonais font appel à la styliste pour reprendre la direction artistique de la maison portant son nom. Jil Sander retourne vers son style, se conformant aux préceptes qu'elle revendique depuis tant d'années.  Elle quitte de nouveau son poste peu de temps après, pour la troisième fois de sa carrière.
Parfois surnommé « la reine du minimum », utilisant une palette de couleurs neutres et monochrome habituellement proche du gris, beige et bleu marine depuis les années 1990, son travail de styliste va toujours vers des vêtements fluides, épurés et féminins, rencontrant entre autres le succès auprès des femmes d'affaires,.